# Live in Hyde Park
Live in Hyde Park es un álbum en directo de la banda norteamericana Red Hot Chili Peppers que reúne los mejores momentos de los 3 conciertos que dieron en junio del 2004 en el londinense parque de Hyde Park, reuniendo en dichas citas a 250.000 personas.
El doble CD contiene las versiones "I Feel Love", "Brandy" y "Black Cross", además de dos nuevos temas como "Leverage Of Space" y "Rolling Sly Stone".

## Lista de canciones
CD 1 

1. "Intro" - 3:56
2. "Can't Stop" - 5:13
3. "Around the World" - 4:12
4. "Scar Tissue" - 4:08
5. "By The Way" - 5:20
6. "Fortune Faded" - 3:28
7. "I Feel Love" (Cover de Donna Summer) - 1:28
8. "Otherside" - 4:34
9. "Easily" - 5:00
10. "Universally Speaking" - 4:16
11. "Get On Top" - 4:06
12. "Brandy" (Cover de Looking Glass) - 3:34
13. "Don't Forget Me" - 5:23
14. "Rolling Sly Stone" - 5:05

CD 2 

1. "Throw Away Your Television" - 7:31
2. "Leverage of Space" - 3:29
3. "Purple Stain" - 4:17
4. "The Zephyr Song" - 7:04
5. "Californication" - 5:26
6. "Right on Time" - 3:54
7. "Parallel Universe" - 5:37
8. "Drum Homage Medley" - 1:29
9. "Under the Bridge" - 4:54
10. "Black Cross" (Cover de 45 Grave) - 3:31
11. "Flea's Trumpet Treated by John" - 3:29
12. "Give It Away" - 13:15

- Datos: Q1329694